# Hybrid (band)
Hybrid is een Britse band uit Swansea (Wales). De band beoefent een dancestijl die doorgaans wordt geschaard onder progressive breaks, een mengeling van breakbeat en progressive trance. Hybrid staat bekend om zijn filmische stijl en het gebruik van symfonieorkesten. Zo is op het eerste album Wide Angle het 90-koppige Russisch Federaal Orkest te horen.
De harde kern van de groep bestond uit de producers/dj's Mike Truman en Chris Healings. De groep brak in 1999 door met het nummer If I Survive, met zang van Julee Cruise. Op het debuutalbum Wide Angle (2000) zingt Cruise op meerdere nummers, onder andere op het nummer I Know, waarvan in 2005 een cover van Ror-Shak verscheen getiteld Faith or Faith. Ook Finished Symphony, het internationaal bekendste nummer van Hybrid, is afkomstig van Wide Angle.
In 2010 werd zangeres, arrangeur en muzikante Charlotte James als derde lid aangesteld. Met haar komst verschoof de muziek van Hybrid richting alternatieve rock, met invloeden van electro, downtempo, techno en house. Ze werd Trumans echtgenote. In 2015 verliet Healings de groep.

## Discografie
- Wide Angle (2000) – Hier zijn meerdere versies van verschenen.
- Morning Sci-Fi (2003)
- I Choose Noise (2006)
- Disappear Here (2010)
- Light of the Fearless (2018)
- Black Halo (2021)